# أحمد السبعي
أحمد أولحسن السبعي أو أحمد بن محمد بن الحسن السبعي (ولد في صفرو سنة 1826 - توفي في دار امجلعن، إقليم بولمان يوم 6 فبراير 1917) هو مجاهد وعلامة من قبيلة أولاد عيسى من بطن منها يسمى ايت السبع والذين ينتسبون إلى قبيلة ايت سغروشن الأمازيغية.

## حياته
هو أحمد أولحسن السبعي نسبة إلى جده الشيخ محمد السبع، دفين دويرة السبع بجماعة بني تدجيت يإقليم فكيك. ولد بمدينة صفرو ونشأ بفاس، وبها تلقى العلم لما يقارب النصف قرن. وقد كان شيخه ومربيه في الطريقة الدرقاوية هو محمد بن العربي العلوي، فرافقه ولازمه إلى وفاته ثم انتقل إلى قصر دويرة السبع واستوطن هناك.
إبتدأ أحمد رحلته إلى الحجاز من قريته سنة 1893م بقصد الحج، فإتجه إلى طنجة ومن هناك سافر مبحرا صحبة عدد من الحجاج إلى المشرق فنزلوا بمرسى جدة. ثم بعد حجه قفل راجعا مع جماعة من رفاقه إلى المغرب.
ترك أحمد ابنا واحد هو سيدي محمد العالم الذي قاوم هو كذلك جنبا إلى جنب مع المجاهد سيدي رحو السغروشني وخلف بدوره ذرية تعرف اليوم بآيت الشيخ أو ايت سيدي الشيخ. 

## مقاومته
خلف أحمد أولحسن شيخه محمد بن العربي العلوي في الدعوة إلى الجهاد، بل أصبح فيما بعد يقود عمليات المقاومة بنفسه في الأطلس المتوسط والجنوب الشرقي. فكان الطابع البارز في حياته هو استماتته في الجهاد والدعوة إليه.
بدأت مسيرة مقاومته الفعلية بناحية بوذنيب وبني وزيم وايت حدو سنة 1907م. فقاد قبيلته ايت سغروشن بالأضافة إلى باقي القبائل الأمازيغية من ايت عطا وايت مرغاد وايت يفلمان وايت يوسي وايت يزدك وايت خباش وغيرهم، كما شاركت في مقاومته قبائل عربية وهي أولاد جرير وأولاد ناصر وبعض من ذوي منيع.
هاجم أحمد رفقة مواليه معسكر للجيش الفرنسي في المنابهة بالحدود المغربية الجزائرية حاليا سنة 1908م، كما قاد المقاومة في وادي زيز وكرامة سنة 1913 و1914م. وقد إشتهر كذالك بمقاومته في تافيلالت والأطلس المتوسط، ومن أقواله الشهيرة التي كان يستخدمها اثناء الدعوة للجهاد: «إن عادت العقرب عدنا وكانت النعل لها حاضرة».
بعد أن وصلت قوات العدو إلى منطقة شرق الأطلس ببولمان وصفرو وتازة، إنتقل أحمد إلى هناك وبدأ يدعو للجهاد في جبال تيشوكت وبويبلان وبوناصر إلى أن وافته منيته يوم 6 فبراير سنة 1917م، بدار امجلعن بإقليم بولمان.

## مؤلفاته
ألف أحمد أولحسن السبعي كتابيين وهما:
- الدرر السنية في أصل السلالة العمرانية الشغروشنية والسبعية.
- الرحلة الحجازية.